# Bohunician
Het Bohunician is een archeologische cultuur die voornamelijk gebaseerd is op stenen werktuigen uit het initieel laatpaleolithicum in Zuid-Moravië (ongeveer 48.000 tot 38.000 BP). De cultuur ontleent zijn naam aan Bohunice, een wijk van Brno in het zuidoosten van de Tsjechische Republiek. Ze is geïdentificeerd in Moravië, Slowakije en door sommige archeologen tot in Oekraïne.
Het is een overgangscultuur tussen het Moustérien en het Aurignacien, en dus een kandidaat om de eerste golf van anatomisch moderne mensen in Europa te vertegenwoordigen:
- Ze bevindt zich op het chronologische raakvlak tussen middenpaleolithicum en laatpaleolithicum in Europa, waarbij de laatste pas rond 45.000 BP begint.
- De identiteit van de dragers is controversieel omdat er tot op heden geen menselijke botten zijn gevonden: het kunnen dus Homo sapiens en / of neanderthalers zijn.
- Ze maakt gebruik van een steenbewerkingstechniek die Moustérientechnieken en debitage van klingen combineert; het wordt dus gekenmerkt door typische niet-geretoucheerde Levallois-messen en -punten die in wezen klingvormig zijn.

De meeste onderzoekers classificeren de cultuur als laatpaleolithisch en een van de allereerste in Europa met het  Szeletien in Hongarije en het Uluzzian in Italië, en de Batsjo Kiro- en Kozarnika-grotten in Bulgarije. Sommige onderzoekers, zoals Jean-Jacques Hublin, gebruiken de term 'initieel-laatpaleolithicum' om deze periode en deze culturen te beschrijven: het eigenlijke laatpaleolithicum zou eerst rond 48.000 cal BP verschijnen in de Balkan, en het zou daarna nog 5.000 tot 6.000 jaar duren tot rond  42.000 cal BP het Aurignacien verscheen.
Bohunician-assemblages worden beschouwd als vergelijkbaar met die van het Emiran en Ahmarian in de Levant.